# Selaginella velutina
Selaginella velutina är en mosslummerväxtart som beskrevs av Cesati. Selaginella velutina ingår i släktet mosslumrar, och familjen mosslummerväxter. Inga underarter finns listade i Catalogue of Life.